# 劍嘯江湖
《劍嘯江湖》是香港亞洲電視製作的古裝武俠劇集，監製冼志偉，動作指導馬玉成，主演有劉松仁、莊靜而、徐少強、甄志強、尹天照、楊恭如、蔡曉儀等人。此劇於1997年1月在亞洲電視本港台頻道首播，共40集，其後電視廣播有限公司以外購劇集形式於myTV SUPER播出。

## 劇情簡介
魔教燕北飛（劉松仁飾）助中原武林擊敗東瀛劍客柳生一劍（徐少強飾）後，舉家反遭武林正派謀害；武當派蒼松（秦沛飾）與北飛惺惺相惜但無奈出手。北飛臨終向蒼松託孤，但其子燕孤鴻（劉松仁飾）視蒼松為殺父仇人，偷偷逃走後化名「白雲」，由辛曉月（麥景婷飾）一手養大，並訓練為殺手。蒼松退出武當回復原名「秦百川」，建立「七星樓」稱霸江南，孤鴻接獲殺百川的命令，卻發現他是紅顏知己莫愁（蔡曉儀飾）之父。另一方面，他又知悉莫愁曾被百川的親信楚江南（甄志強飾）污辱，原來江南正密謀叛變川，其真正身分乃江北「九色旗」首領端木旗（羅烈飾）之子，孤鴻亦被迫捲入七星樓與九色旗的鬥爭中。百川成功消滅九色旗後萌生退意，卻遇上一劍重現江湖。一劍復活江南殺死百川，設計令孤鴻變成北飛再與他決鬥，以報二十年前敗戰之辱，武林再次陷入殺戮之中……

## 收視率
第三線劇集「劍嘯江湖」，雖然卡士不弱，但成績未有突破，平均收視率只有六點，月底收視回升，但最高只有八點，但這個重本投資的劇集，換來這個成績，似乎有點不值。

## 演員表
- 劉松仁 飾 燕孤鴻（白雲）/燕北飛
- 蔡曉儀 飾 秦莫愁
- 麥景婷 飾 辛曉月
- 甄志強 飾 楚江南
- 楊恭如 飾 小蓮
- 尹天照 飾 秦汨
- 莊靜而 飾 楚心如
- 徐少強 飾 柳生一劍
- 秦　沛 飾 秦百川（蒼松）
- 曾瑋明 飾 楚莽
- 徐二牛 飾 柳蒼璧
- 馮　國 飾 公孫雁
- 鄭恕峰 飾 皇甫蜀
- 楊嘉諾 飾 蒼木
- 李　岡 飾 蒼丘
- 鄒煒倫 飾 蒼山
- 王　薇 飾 秋山千惠子
- 甘　山 飾 喬春甫
- 黃允材 飾 陸隱峰
- 關偉倫 飾 林邦
- 宗　楊 飾 韓灰
- 顏晉霖 飾 李邁
- 李潤祺 飾 常歡
- 曾贊安 飾 屠彪
- 湯國明 飾 陸晴
- 羅　嬋 飾 小阮
- 杜汶澤 飾 紫堂主
- 吳廷燁 飾 萬黑旗
- 余俊峰 飾 端木俊
- 冼灝英 飾 吳鉤
- 曾漢霖 飾 吳鈺
- 黃美芬 飾 溫艷容
- 陳　東 飾 溫堡主
- 陳正君 飾 趙敦
- 陳　銳 飾 趙厚
- 王清河 飾 謝伯
- 佘文炳 飾 杜十三
- 陳嘉偉 飾 杜子清
- 陳美華 飾 小萍
- 莊欣玲 飾 如風
- 羅　烈 飾 端木旗
- 嘉　俊 飾 梁甲
- 黃璦瑤 飾 穆秋霜
- 姚紹忠 飾 初陽
- 蔡國威 飾 司空空
- 周兆麟 飾 何泰
- 梁錦燊 飾 阿石
- 江　圖 飾 梁四
- 饒芷昀 飾 阿麗
- 馮麗嫦 飾 寧兒
- 董　文 飾 少庭

## 外部連結
- 劍嘯江湖-笑看風雲的日志